# 數到十
《數到十》是香港女子偶像組合Lolly Talk的第十首單曲，第九首派台歌曲，也是正式出道兩週年紀念作品，亦是該組合2024年第三首派台歌曲，於2024年7月10日發行。
歌曲推出後，在8月10日成為了香港電台中文歌曲龍虎榜第三十二週冠軍，又於9月14日成為了新城勁爆流行榜第三十七週冠軍。

## 製作
《數到十》是首時長4分14秒的粵語流行歌曲。作曲的吳林峰與作詞的黃偉文都是首次與Lolly Talk合作。

## 背景
繼成軍一周年時推出了《四方帽之約》，2024年7月10日，Lolly Talk於兩週年時推出《數到十》，並於同月14日舉行的兩週年粉絲見面會《Lolly Talk 2nd Anniversary Fan Meeting》上首唱。

## 音樂錄像
《數到十》MV於台灣屏東以及小琉球拍攝。

## 各大流行榜最高位置
| 榜單           | 最高名次 |
| -------------- | -------- |
| 903專業推介    | 3        |
| 中文歌曲龍虎榜 | 1        |
| 新城勁爆流行榜 | 1        |

## 所獲獎項
| 年份 | 頒獎單位               | 獎項           |
| ---- | ---------------------- | -------------- |
| 2025 | 第四十六屆十大中文金曲 | 十大中文金曲獎 |

## 外部連結
- YouTube上的《數到十》MV （页面存档备份，存于）